# 户籍
户籍，又称户口，一种主要以户为单位的人口管理方法，主要在中国大陆、台湾、韓國、日本和越南等漢字文化圈国家及地区使用，部份国家及地区后来逐渐廢止。

## 历史

### 中國古代和中华民国大陆时期
户籍在古代已有3000年歷史。商代甲骨文中也有多处“登人”、“登众”的记载。
及至周朝，以人口清冊與籍制度，作為統計人口之用，以作為嚴謹的封建制度的根本。《国语·周语》记周宣王用兵南征，急需人力物力，于是“料民”，即查户口，强制抽调兵役。
至秦，建立了更為嚴密的户口登記制度，秦行“戶籍相伍”制度，即5家為一最小單位，以作軍事化管理。通過建立嚴密的户籍制，秦獲得了強大的財稅汲取能力與全民動員能力，至漢代繼承了秦朝的全民户口登記制度，將全國的人民不論身份高低不分男女老幼，全部編入户籍，這叫做「編户齊民」，成為國家的公民（「公民」一詞，早在先秦時已有），國家要求各縣在每一年的仲秋，都要進行「案比」，作為更新與統計人口之用，然後，縣衙將各户户籍造冊上報至郡國匯總又上報朝廷，朝廷則設立「計相」與「户曹」，管轄户籍。
至宋代因其顯著的開放屬性與商業屬性，户籍制度僅根據居城或居鄉人民流動率高，加上實行募兵制，人民遷移自由，居住一年可獲當地户口。元代以後再度嚴謹，明代中期後再度緩解。
1931年（民国20年）中华民国政府颁布《户籍法》，延续了明清的户籍制度，并以法律形式确定下来。

### 中华人民共和国
中华人民共和国的户籍制度将公民分为农业户口与非农业户口，升学、就业、社会保障、居住等都与户口挂钩，并且两类户口规定作为区别对待。公安部门正在起草《户籍法》准备提交全国人大，预计会对目前严格的户籍规定做松动。目前部分地区（例如青岛）已取消农业户口和非农业户口制度，统一为居民户口。在中国，法律规定户口簿也是有效身份证件。
中华人民共和国的户籍制度是中国很多歧视性政策得以实施的依据。比如，在教育方面，不同城市户籍的学生，面临的竞争是不平等的。拥有北京、上海等大城市户籍的学生，可以凭户口优势低于其他城市学生的分数（目前部分省市高考不为统考）考取本地的大学。义务教育的学区制度，对于同一城市户籍在重点学校与一般学校学区的学生，享有教育资源天差地别。
在就业方面，很多城市招录公务员、一些公司招录职工，都会倾向于有本市户籍的应聘人员。必须指出的是，在某个城市生活，不一定意味着拥有这个城市的户籍，除非是官方认可的有限的渠道。在中国，居民要将自己的户籍从一个城市「移民」调往另一个城市，往往相当困难和繁琐。例如，很多人只注意到从外地户籍迁往北京很困难，实际上，拥有北京籍的人要取得新疆籍，也是一件困难的事情。如果把城镇户籍迁入农业户籍（农村或者城中村），特别是那些著名富裕的如江苏华西村等，基本上是不可能的事；因为这些农业户籍实行农村集体经济所有制，所有户籍成员以“人合”方式（不是“资合”）平等享有该农村集体经济组织的所有资产，包括集体所有的土地（这种土地性质非国有），可以得到无偿划分的宅基地自建住房，在城市扩张征购土地时候等获得巨量补偿，如果是大城市的城中村户籍，更是可以自建楼房出租坐收租金，这也是即使一线大城市也难以推进城中村改造为居委会，把集体所有土地变为城市国有土地的症结所在。
目前而言，中华人民共和国的户籍制度与计划生育政策相生相成，中华人民共和国的计划生育制度是依赖于户籍制度而得以实现的。如果没有户籍制度，中国无法实现限制人口增长的目的。因此，很多“超生”的人，他们面临的最大困难就是，超生的儿童无法登记入户口，无法享受正常的教育和培训，被排挤于正常的社会制度之外。在户口迁移的时候，很重要的一个审查方向，就是迁移者是否曾经违反计划生育政策。往往迁移者要提供大量的资料、填写繁琐的表格，来证明自己的清白。但是，在中华人民共和国人口流动日益频繁的今天，对流动中的人口监测其是否曾有生育，是很困难的事情。在单配偶制度下所引发的未婚先孕、婚外情、包二奶、私生子相对增多的今天，要检测一名男性的计划生育情况是不可能的任务。因此，计划生育的矛头直接指向了女性。因此，在现有制度下，女性办理户口迁移时，比男性遭遇了更多的障碍。这实质上违反了中华人民共和国宪法和中华人民共和国妇女儿童权益保护法的宗旨。
後來，中华人民共和国国务院总理温家宝签发了《全国人口普查条例》。该条例自2010年6月1日起正式实施。根据这个条例，2010年11月1日起，中华人民共和国将实行第六次人口普查。普查的对象是中华人民共和国国境内的自然人和在中国境外但未定居的中国公民。在中华人民共和国境外取得永久居民资格的中华人民共和国公民将面临着戶籍被注销的危机但國籍仍留存。所以，中国的户籍与国籍是两回事。
2015年12月31日国办发〔2015〕96号《国务院办公厅关于解决无户口人员登记户口问题的意见》，要求各省市、国务院各部委彻底解决无户口人员：
| 不符合计划生育政策的无户口人员                   | 政策外生育、非婚生育的无户口人员，本人或者其监护人可以凭《出生医学证明》和父母一方的居民户口簿、结婚证或者非婚生育说明，按照随父随母落户自愿的政策，申请办理常住户口登记。申请随父落户的非婚生育无户口人员，需一并提供具有资质的鉴定机构出具的亲子鉴定证明。 |
| 未办理《出生医学证明》的无户口人员               | 在助产机构内出生的无户口人员，本人或者其监护人可以向该助产机构申领《出生医学证明》；在助产机构外出生的无户口人员，本人或者其监护人需提供具有资质的鉴定机构出具的亲子鉴定证明，向拟落户地县级卫生计生行政部门委托机构申领《出生医学证明》。无户口人员或者其监护人凭《出生医学证明》和父母一方的居民户口簿、结婚证或者非婚生育说明，申请办理常住户口登记。                                                                                 |
| 未办理收养手续的事实收养无户口人员               | 未办理收养登记的事实收养无户口人员，当事人可以向民政部门申请按照规定办理收养登记，凭申领的《收养登记证》、收养人的居民户口簿，申请办理常住户口登记。1999年4月1日《全国人民代表大会常务委员会关于修改<中华人民共和国收养法>的决定》施行前，国内公民私自收养子女未办理收养登记的，当事人可以按照规定向公证机构申请办理事实收养公证，经公安机关调查核实尚未办理户口登记的，可以凭事实收养公证书、收养人的居民户口簿，申请办理常住户口登记。 |
| 被宣告失踪或者宣告死亡后户口被注销人员           | 被人民法院依法宣告失踪或者宣告死亡后重新出现的人员，本人或者其监护人可以凭人民法院撤销宣告失踪（死亡）的生效判决书，申请恢复常住户口登记。 |
| 农村地区因婚嫁被注销原籍户口的人员               | 农村地区因婚嫁被注销原籍户口的人员，经公安机关调查核实未在其他地方落户的，可以在原户口注销地申请恢复常住户口登记。恢复常住户口登记后，符合现居住地落户条件的，可以办理户口迁移登记。 |
| 户口迁移证件遗失或者超过有效期限造成的无户口人员 | 户口迁移证件遗失或者超过有效期限造成的无户口人员，可以向签发地公安机关申请补领、换领户口迁移证件，凭补领、换领的户口迁移证件办理户口迁移登记。不符合迁入地现行户口迁移政策的大中专院校毕业生，可以在原籍户口所在地申请恢复常住户口登记，其他人员可以在户口迁出地申请恢复常住户口登记。 |
| 我国公民与外国人、无国籍人非婚生育的无户口人员   | 我国公民与外国人、无国籍人在国内非婚生育、未取得其他国家国籍的无户口人员，本人或者其具有我国国籍的监护人可以凭《出生医学证明》、父母的非婚生育说明、我国公民一方的居民户口簿，申请办理常住户口登记。未办理《出生医学证明》的，需提供具有资质的鉴定机构出具的亲子鉴定证明。 |
| 其他无户口人员                                   | 其他原因造成的无户口人员，本人或者承担监护职责的单位和个人可以提出申请，经公安机关会同有关部门调查核实后，可办理常住户口登记。 |

### 台灣
台灣的戶籍制度的歷史可溯自清廷在台依照戶口之法建立人口清冊，稽查人口。最本質特徵是以「戶」（家庭）為社會組織的基本單位。後又設保甲制度。十戶立一牌頭，十牌立一甲長，十甲立一保長。

台灣進入日治時期後，當時的日本政府擷取清代保甲制，結合在日本本土嚴謹戶籍特色，創設「保甲總局」，締造出如村社、保正等台灣專屬戶籍制度。由警察透過保正掌握家庭與個人資料的戶口制度，而非由專職戶政機關辦理的戶籍制度，居民有連坐責任，得以互相監督。使得日治時期台灣的戶口制度不同於日本內地的戶籍制度，台灣戶籍資料使用於強化治安的思惟，具有強烈的警察行政與維安的特色。日治時期的戶口資料於1905年建立雛形，並留下大批完整的檔案，這些戶籍資料與國勢調查為相關研究奠定了良好之基礎。
二次大戰結束後，台灣進入中華民國時代，施行於台灣的中華民國《戶籍法》廢除了台灣的保正制度，並且交付專職的戶政人員來辦理戶政事務，結合台灣戶籍制度。中華民國於1931年制定132條戶籍制度，並於年底公佈實施。警察機關可以協助戶政機關或自行主動去查報人民的戶口異動狀態，藉此了解當地居民的生活狀況，進一步達成預防犯罪、維護治安之目的。1950年改為戶警聯繫的「雙軌制」：由民政機關主管戶籍行政、辦理登記工作，而警察機關可戶口查察，直到解除戒嚴後回歸戶籍行政機構負責，戶籍制度的地位逐漸轉換成國家為遂行社會福利的工具。
現行台灣的戶籍制度係依《戶籍法》之規定辦理，主管機關為中華民國內政部，主要分為身分登記及遷徙登記。舉凡出生、死亡、結婚、離婚等涉及身分變更者，皆屬身分登記之範圍，此外，人民遷出入自由，遷出原戶籍地後三個月內，應至遷入地申報遷入登記。政府每十年舉辦一次戶口普查，定期舉辦巡迴戶口校正，但查緝並不嚴格，除了中華民國國民身分證以外，現行戶籍制度衍生出來的戶籍謄本、戶口名簿是政府機構經常要求人民提供，以玆核對的證件。
戶籍地是政府認定下，每個人的正式住所，故對每個人的權利義務皆有影響，離開台灣（台澎金馬）超過二年的人會被戶政機關主動辦理遷出國外，須憑中華民國護照入境才可恢復戶籍。例如，在參政權方面，依公職人員選舉罷免法，選舉權人須於選舉區設籍滿四個月，否則會喪失參政權（參選或投票）；在義務教育方面，家長與兒童的戶籍所在地決定所被分發之國民小學或者國民中學；在兵役方面，由役男戶籍所在地之鄉（鎮、市、區）公所辦理各項徵兵處理事宜；在健保方面，第六類投保人以其戶籍所在地之鄉（鎮、市、區）公所為投保單位。

### 日本
日本憲法規定，公民擁有遷徙自由，因此其戶籍管理制度的顯著特點是「戶口隨人走」。
明治元年10月，京都政府制定「京都府戶籍仕法」，明治2年，該法正式頒布實施，全國各府縣以此法為藍本開始進行戶籍編成，以「戶」為基本單位。
二戰後，所有舊行戶籍法令廢止，改實施戶籍法。戶籍法規定，國民在20歲的法定成人之前，無權獨立設立自己的戶籍，成人後則完全自由。
戶籍法的戶籍制度以「住民票」為核心，標有公民的姓名、出生年月日、性別、與戶主的關係等，在接受義務教育、辦理國民健康保險、國民年金保險（退休金保險）、登記納稅、登記選舉人或候選人等，都需要出示住民票。若公民遷移到其他地區，需在原居地申請遷出，註明遷出原因（如上學、就職、結婚等）和計劃前往地址，並在14天內向新居地行政機關申請遷入並換發住民票。雖然住民票會登記「本籍」，但只是形式上的意義。

### 朝鮮半島
在李氏朝鮮時代存在著两班、常民等級制的戶籍制度（良民男子也有戶牌），日本殖民時期改用了日本家族式的戶口制度。基於戶籍制度而實行的徵兵制是非常嚴格的。近年，越來越多的人認為戶籍制度造成了某些人權侵害和男女歧視的事實，大韓民國（韓國）已於2008年1月1日廢止了戶籍制度。

### 越南
越南亦实行与中国类似的户口制度，2019年之前也有户口簿和身份证这两种最重要的居民身份认证文件。
越南户口制度最初只在城市实行，用来控制城市发展和限制人口流动。后逐渐推广到农村，成为全国范围内实行的制度。政府通过户口掌握人口流动，以及居民的出生和死亡信息。二十世纪后半叶的一段时期，甚至严密监控居民是否在户口所在地作息，由此流传着相关的笑话，说是户口制度的副作用是防止了婚外情。
革新开放后，越南在一段时间内仍然保留着复杂的户口制度。根据规定，居民户口有四种类型KT1至KT4。KT1是永久居住地，即家庭所在地。如果居民在省内临时迁徙，则需注册一个KT2地址，如果出省则需注册KT3地址。出于工作或就学需要出省居住则需申请KT4户口的注册。该制度带来了很多困难，尤其是对于缺乏正规教育的农民工。但由于牵涉到社会福利甚至儿童的入学资格，尤其对于穷人，申请户口是很重要的。例如，医疗保险，扶贫援助和免费入学等社会福利对于没有登记KT3或KT4的胡志明市家庭均不被纳入在内。
2017年11月，越南政府决定停止使用登记了户籍所在地的纸质户口本，取而代之的是使用一个在线数据库来登记居民身份证号。 2019年1月1日宣布废除现行制度。2020年11月13日，越南国会通过《居住法（修正案）》，并于2021年7月1日正式生效。2022年5月28日宣布完成改革。
部分中文自媒体称，“越南将于今年（2022年）年内彻底废除实施四十多年的户籍制度。”经事实核查，此为不实消息。

## 西方人口
西方没有成体系的户籍制度，但是也有类似的法律来约束人口自由迁徙。

### 英国
英国在圈地运动开始后，先后制定一系列法律限制农村人口流动。在1563年，制定了《手工业法》其中规定12-60岁的所有农民必须参与劳动，治安官可以命令任届何人参与劳动，无文件禁止一切人口流动。1601年，《伊丽莎白济贫法》规定地方政府遣送外来人口，教会只对本地贫困人口扶贫。1662年的《定居法》规定治安官可以遣送任何在40天内到达而需要救济的外来人口。
工业革命后，由于工厂对劳动力的需求，上述法律逐渐放宽。出现季节性和兼职性的农民进城务工人员。

## 延伸阅读
[在维基数据编辑]
 《欽定古今圖書集成·經濟彙編·食貨典·戶口部》，出自陈梦雷《古今圖書集成》

## 外部連結
- . 凤凰网. 2011年2月26日  [2013年2月25日]. （原始内容存档于2013年10月5日） （中文（中国大陆））.